# Sebja el Melah (Túnez)
Sabja el Melah o sabkha El Melah (en árabe: سبخة المَالَح‎  ) es una laguna salada o sebja de Túnez situada en la gobernación de Médenine, delegación de Zarzis. Es alargada (23 km de oeste a este) y tiene una anchura media de 8 km, con una superficie de unos 185 km². La ciudad principal en sus cercanías es Zarzis, a unos 8 km al norte.
Se sitúa a unos 3 o 4 km de la costa, del Ras Lemsa y del yacimiento arqueológico de Naouara. Al noroeste se encuentran las villas de El Ghrabet y Ennabhana.  